# John Alphonsus Ryan
John Alphonsus Ryan SPS (* 27. Februar 1952 in Tipperary, Irland) ist ein irischer Ordensgeistlicher und emeritierter römisch-katholischer Bischof von Mzuzu in Malawi.

## Leben
John Alphonsus Ryan trat der St. Patrick’s Gesellschaft für auswärtige Missionen bei und empfing am 18. Juni 1978 das Sakrament der Priesterweihe.
Am 26. April 2016 ernannte ihn Papst Franziskus zum Bischof von Mzuzu. Die Bischofsweihe spendete ihm der Bischof von Karonga, Martin Anwel Mtumbuka, am 27. August desselben Jahres. Mitkonsekratoren waren der Erzbischof von Lilongwe, Tarcisius Gervazio Ziyaye, und der Erzbischof von Blantyre, Thomas Luke Msusa SMM.
Am 1. April 2025 nahm Papst Franziskus seinen vorzeitigen Rücktritt an.